# Carles Sarrat
Carles Sarrat (Prada, 15 de setembre de 1949) és un músic, periodista i activista catalanista de la Catalunya del Nord. Va ser un dels fundadors, al desembre de 1991, de la formació musical rossellonesa Blues de Picolat (1992-2018) de la qual era guitarrista, vocalista, autor i compositorespecialment en col·laboració amb l'escriptor Joan-Lluís Lluís. Al 1986, va participar en la creació de l'edició rossellonesa del setmanari Punt Catalunya-Nord, filial del diari El Punt de Girona, del qual en va ser el director fins al seu tancament l'any 1994. Posteriorment va ser corresponsal per la Catalunya Nord del diari gironí fins al 2012.
Arts gràfiques: Sarrat és també pintor, gravador i il·lustrador de portades de llibres, especialment per les edicions Trabucaire de Perpinyà.
És l'autor de la novel·la Canigó Blues. El llibre ha estat guardonat pel Premi d'Honor d'Òmnium Catalunya Nord a la Nit de Sant Jordi 2025. Ha també obtingut el premi Mitrofan.
Com a traductor, ha traduït obres del català al francès i del francès al català.
Al referèndum de l' U d' octubre 2017, va efectuar la missió de 'Visitant Internacional' acreditat (per la seva condició de ciutadà francès).
Antic secretari i fundador de la delegació nord-catalana del Consell per la República és també, d'ençà de molts anys, membre del consell municipal i batlle-adjunt de l'Albera i forma part del Comitè sindical del SIOCCAT.
Carles Sarrat és un dels personatges del llibre Aferrats al paradís de David Vilaseca (2023).